# Paliwo alternatywne

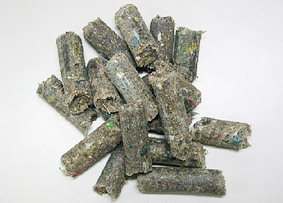
Paliwo alternatywne – materiał opałowy w postaci wałków wytworzonych z silnie rozdrobnionych odpadów (skrót: RDF od Refuse Derived Fuel – paliwo z odpadów)

Paliwo alternatywne – zwane także czasem paliwem niekonwencjonalnym, to wszystkie materiały i substancje, które mogą zostać wykorzystane jako paliwo inne, niż paliwa konwencjonalne, czyli: paliwa kopalne (węgiel, gaz ziemny, ropa i torf) oraz paliwa nuklearne, takie jak uran, tor oraz sztuczne paliwa radioizotopowe wytwarzane w reaktorach jądrowych). Do powszechnie znanych paliw alternatywnych zaliczamy: biodiesel, bioalkohol (metanol, etanol, butanol), paliwo z odpadów (RDF), chemicznie magazynowana energia elektryczna (baterie i ogniwa paliwowe), wodór, metan i biogaz ze źródeł odnawialnych, olej roślinny, propan i inne produkty biomasy.
W związku z wyczerpującymi się zasobami ropy naftowej oraz gazu ziemnego prowadzi się badania nad paliwami, które mogłyby zastąpić paliwa dotychczas stosowane. Na rynek ma wejść nowy rodzaj paliw – paliwa alternatywne, są to paliwa, które nie są produktami przetwórstwa ropy naftowej, ale muszą występować w dużej ilości, muszą cechować się technicznymi i energetycznymi właściwościami, tanie w produkcji i sprzedaży, stanowić mniejsze zagrożenie dla naturalnego środowiska niż paliwa tradycyjne. Paliwa alternatywne w porównaniu z paliwami ropopochodnymi (benzyną, olejem napędowym) posiadają trzy zalety: niezależność energetyczną (można produkować z własnych surowców i produktów rolnych), emisję (zmniejszenie emisji związków toksycznych), koszt eksploatacji.
W węższym znaczeniu paliwo alternatywne może być rozumiane jako paliwo uzyskane w procesie odzysku odpadów posiadających wartość opałową. Stosowane w przemyśle cementowym (w piecach cementowych), jako zamiennik węgla kamiennego i mazutu.

## Biopaliwa
Biopaliwa są uważane za odnawialne źródła energii. Zaliczamy tutaj:
- biomasę – czyli żywy lub martwy materiał biologiczny, który może zostać wykorzystany jako paliwo lub w produkcji przemysłowej,
- paliwa z glonów – promowane w mediach jako potencjalne panaceum na problemy związane z transportem w oparciu o ropę naftową. Glony są w stanie dostarczyć rocznie ok. 19000 litrów paliwa na ha uprawy[1]. Możliwość ich wykorzystania jest badana z sukcesami przez U.S. Navy[2]. Inny produkt pochodny glonów – biopolimery, potencjalnie może pomóc rozwiązać problem odpadów plastikowych. Uważa się, że koszt plastiku pozyskiwanego z glonów będzie niższy, niż koszt tradycyjnych tworzyw sztucznych[3].
- biodiesel – paliwo wytwarzane z tłuszczów zwierzęcych lub olejów roślinnych. Do surowców roślinnych obecnie wykorzystywanych w produkcji biodiesela zaliczamy jatrofę, soję, słonecznik, kukurydzę, oliwki, orzeszki ziemne, olejowiec gwinejski, krokosz barwierski, rzepak, sezam, bawełnę, itd. W produkcji biodiesela tłuszcze są mieszane z alkoholem oraz wodą, wywołując reakcje hydrolizy tłuszczu i estryfikacji kwasów tłuszczowych[4]. Uzyskany biodiesel może zostać wykorzystany jako domieszka oleju napędowego lub jako samodzielne źródło energii. Biodiesel cechuje się niższą emisją zanieczyszczeń, takich jak tlenek węgla, czy węglowodory, ponieważ ulega czystszemu i wydajniejszemu spalaniu. Także w porównaniu do oleju napędowego o bardzo niskiej zawartości siarki (ULSD), biodiesel ma lepsze wskaźniki emisji, ponieważ naturalnie nie zawiera siarki[5].

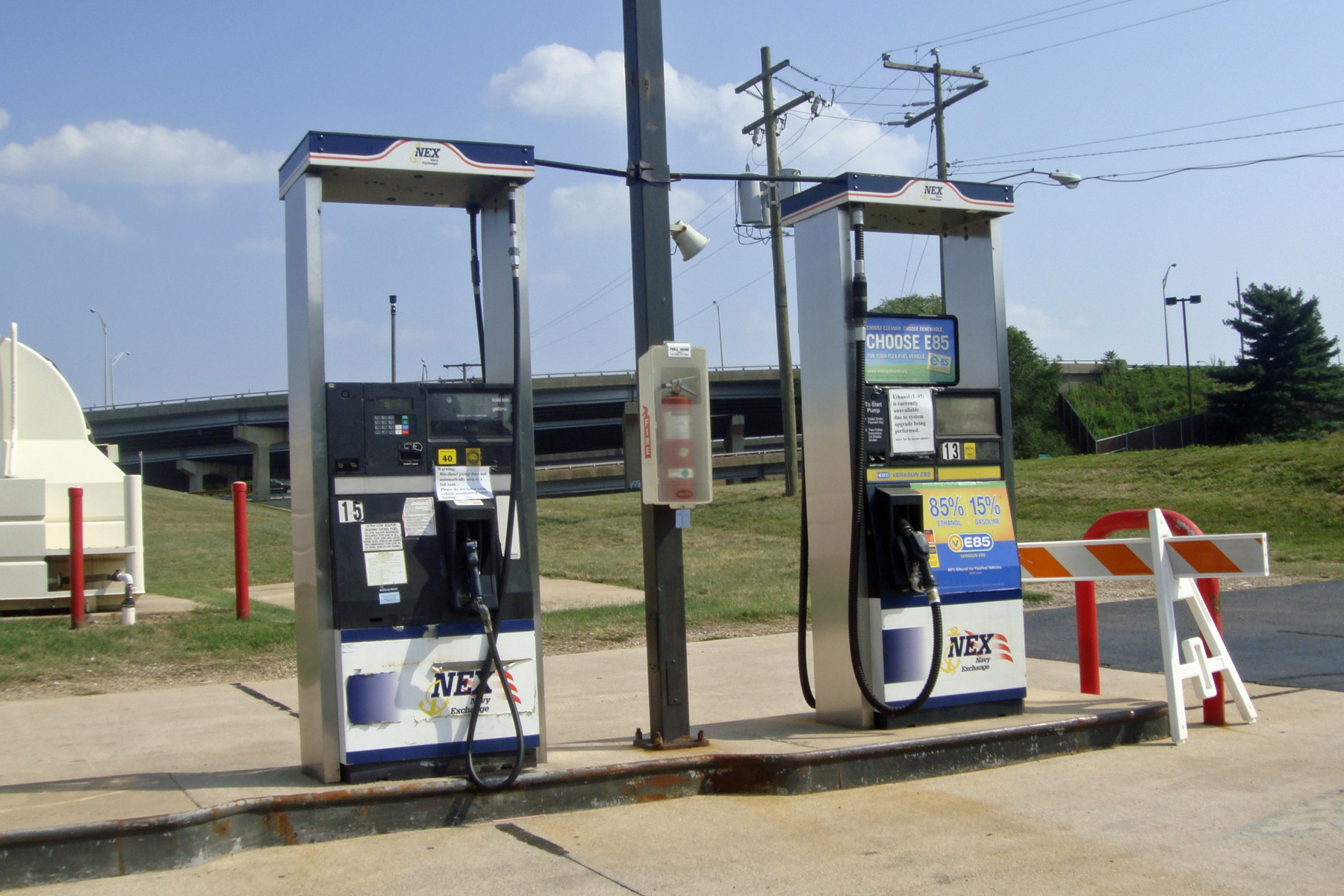
Dyspozytory paliw alternatywnych w Hrabstwie Arlington, w stanie Wirginia w USA. B20 biodiesel po lewej i E85 etanol po prawej.

## Alkohol jako paliwo
Metanol i etanol są głównymi alkoholami wykorzystywanymi jako paliwo. Jako źródła energii cechują się łatwością przechowywania i transportu. Mogą one być wykorzystywane w silnikach o spalaniu wewnętrznym jako paliwa alternatywne.
Innym rozważanym paliwem jest butanol, który jest jedynym paliwem alkoholowym, który może być transportowany przy wykorzystaniu istniejącej infrastruktury rurociągów, a nie jedynie przy użyciu cystern.

## Amoniak
Amoniak (NH3) może być wykorzystany jako paliwo. Zaletami amoniaku jako źródła energii są niezależność od ropy naftowej, zerowa emisja, niski koszt oraz zdekoncentrowana produkcja, co ma wpływ na obniżenie kosztów transportu oraz związanego z nim zanieczyszczenia środowiska.

## Paliwa neutralne dla klimatu
Paliwa neutralne dla klimatu cechują się niedodatnim bilansem emisji gazów cieplarnianych (śladem węglowym) i nie powodują zwiększenia się zawartości gazów cieplarnianych w atmosferze. Są to paliwa syntetyczne, takie jak metan, benzyna, olej napędowy, czy paliwo lotnicze – produkowane z odnawialnych lub nuklearnych źródeł energii wykorzystywanych do uwodorniania dwutlenku węgla odzyskanego ze spalin wydechowych i przemysłowych oraz pozyskany z kwasu węglowego zawartego w wodzie morskiej. W momencie gdy paliwa neutralne dla klimatu zastąpią paliwa kopalne lub jeśli będą produkowane z odpadów zawierających węgiel lub z kwasu węglowego zawartego w wodzie morskiej, a ich spalanie będzie odbywało się z udziałem sekwestracji dwutlenku węgla, to w rezultacie uzyskamy zjawisko negatywnej emisji dwutlenku węgla i w konsekwencji zaczniemy usuwać dwutlenek węgla z atmosfery, czyli proces remediacji atmosfery z gazów cieplarnianych.
Mogą one wykorzystywać proces elektrolizy wody do produkcji wodoru, wykorzystywanego w reakcji Sabatiera do wytwarzania metanu, który może być przechowywany do późniejszego spalenia jako syntetyczny gaz naturalny w elektrowniach, transportowany z wykorzystaniem gazociągów, cystern lub zbiornikowców lub wykorzystany w procesach gas to liquids (gaz do płynu), jak np. synteza Fischera-Tropscha, w celu wytworzenia tradycyjnych paliw wykorzystywanych w transporcie lub ogrzewaniu. Paliwa neutralne dla klimatu są rozważane w kontekście technologii przechowywania energii pozyskanej ze źródeł odnawialnych w celu minimalizacji problemów związanych z intermitencją energii wiatru i słonecznej oraz umożliwienia transportowania energii wiatru, słonecznej oraz wodnej z wykorzystaniem istniejących gazociągów. Technologia ta może przyczynić się do zmniejszenia kosztów oraz zależności od importowanych paliw kopalnych, bez potrzeby elektryfikacji floty pojazdów lub wykorzystywania wodoru lub innych drogich paliw, co pociągałoby koszty przystosowania pojazdów.
W Niemczech zbudowano 250-kilowatowy zakład produkujący syntetyczny metan, który ma zostać rozbudowany do 10 megawatów. Koncern Audi zbudował fabrykę neutralnego dla klimatu skroplonego gazu ziemnego w Werlte w Niemczech. Fabryka ma na celu produkcję paliwa dla Audi A3 w wersji Sportback g-tron na gaz ziemny i w swojej pierwotnej zdolności produkcyjnej jest w stanie odzyskać rocznie 2800 ton CO2 ze środowiska. Inne komercyjne projekty są rozwijane w Kolumbii i Camarillo w USA. Najtańszym źródłem węgla w celu recyklingu do paliwa są spaliny ze spalania paliw kopalnych, z których może być wyekstrahowany w koszcie 7,50 dolara za tonę. Sekwestracja spalin samochodowych także była rozważana jako ekonomicznie uzasadniona, ale wymagałaby daleko idących zmian w konstrukcji lub modernizacji. Ze względu na zawarty w wodzie morskiej kwas węglowy znajdujący się w stanie równowagi reakcji chemicznych z atmosferycznym dwutlenkiem węgla, naukowcy rozważają ekstrakcję węgla z oceanów. Oszacowano, że koszt ekstrakcji węgla z wody morskiej wynosiłby około 50 dolarów za tonę, natomiast sekwestracja z powietrza byłaby znacznie bardziej kosztowna – około 600 – 1000 dolarów za tonę i jest uważana za niepraktyczną z punktu widzenia syntezy paliwa lub sekwestracji dwutlenku węgla.
Nocna generacja energii elektrycznej jest rozważana jako źródło energii do syntezy paliwa, ponieważ krzywa wykorzystania elektryczności osiąga maksimum podczas najcieplejszych godzin dnia, a wiatr ma tendencje do większej intensywności nocą, niż podczas dnia. Tym samym, koszt energii wiatrowej w nocy zwykle jest niższy, niż jej alternatywy. Poza godzinami szczytu w wietrznych regionach USA koszt wiatrowej energii elektrycznej w 2009 r. wynosił średnio 1,65 dolara/kWh, ale w ciągu sześciu godzin dnia, kiedy energia była najtańsza, cena wynosiła 0,71 dolara/kWh. Zwykle w USA hurtowy koszt energii elektrycznej wynosi 2 do 5 centów/kWh w ciągu dnia. Firmy zajmujące się branżą paliw syntetycznych twierdzą, że przy cenach ropy powyżej 55 dolarów za baryłkę są w stanie produkować paliwo tańsze od benzyny. U.S. Navy szacuje, że produkcja paliwa lotniczego na pokładzie statków z wykorzystaniem energii nuklearnej kosztowałoby około 6 dolarów za galon. W roku 2010 było to około dwukrotnie więcej, niż koszt tradycyjnego paliwa, ale uważa się, że jeżeli trend cenowy się utrzyma, dysproporcja może się odwrócić. Według tych szacunków 100 megawatów energii jest w stanie wyprodukować 41 000 galonów paliwa na dobę, z czego wynika, że cena paliwa wyprodukowanego w USA przy użyciu energii wiatru wynosiłaby mniej niż 1 dolara/galon.

## Wodór i kwas mrówkowy
Wodór jest bardzo obiecującym paliwem. Produktem spalania paliwa wodorowego jest woda, jednak jeżeli spalanie ma miejsce z udziałem powietrza powstają także tlenki azotu. Obecnie intensywnie rozwijane są technologie produkcji biowodoru z glonów oraz odpadów.
Inną odmiana paliwa wodorowego jest kwas mrówkowy, który jest wykorzystywany dzięki zdolności do wydzielania wodoru. Kwas mrówkowy można przechowywać i transportować znacznie łatwiej, niż wodór.

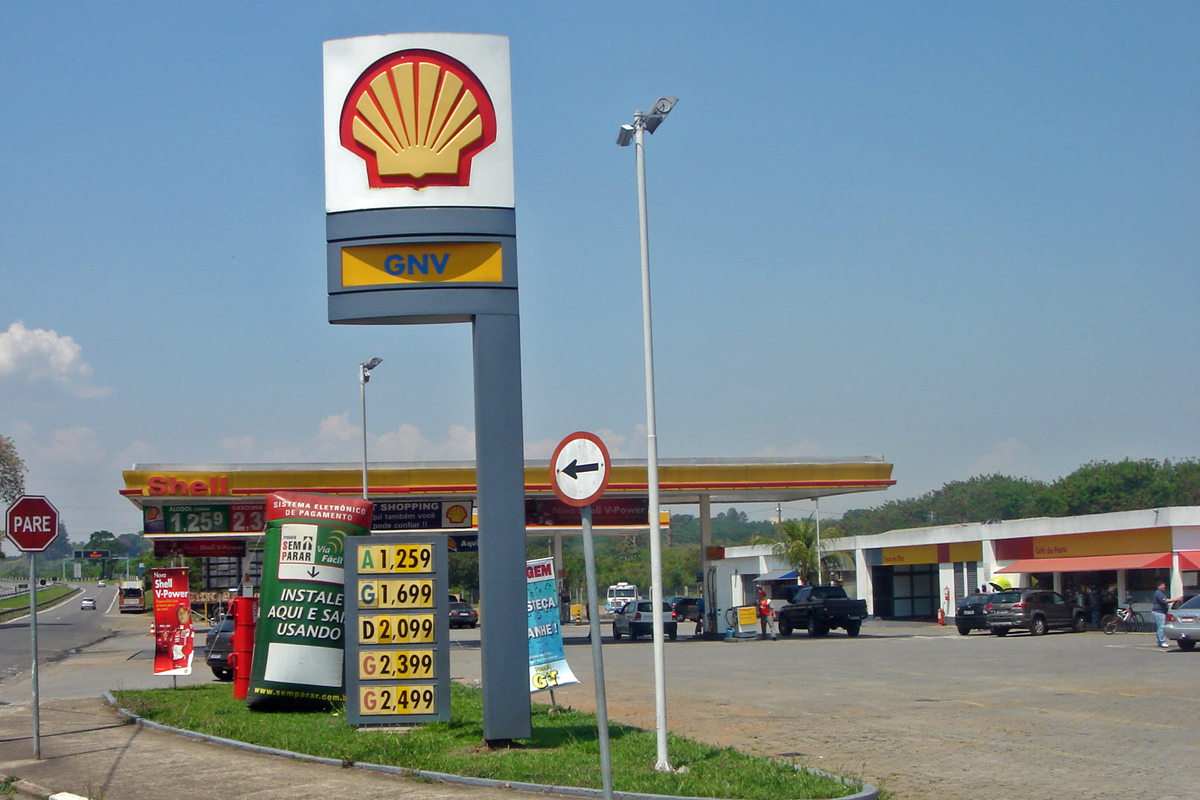
Typowa brazylijska stacja benzynowa z czterema alternatywnymi paliwami w sprzedaży: biodiesel (B3), gasohol (E25), etanol (E100) i CNG. Piracicaba, Brazylia.

## HCNG
HCNG (lub H2CNG) to mieszanina sprężonego gazu ziemnego oraz domieszki 4-9% wodoru. Może być wykorzystany jako paliwo gazowe dla silników o spalaniu wewnętrznym.

## Sprężone powietrze
Silnik pneumatyczny to niepowodujący szkodliwych emisji silnik tłokowy, który wykorzystuje skompresowane powietrze jako nośnik energii. Koszt utrzymania pojazdu na skompresowane powietrze to około jedna dziesiąta kosztu utrzymania pojazdu na paliwa kopalne, co czyni je atrakcyjnym ekonomicznie paliwem alternatywnym.

## Propan-butan
Propan-butan, znany też jako LPG to paliwo cechujące się czystym spalaniem i wysoką wydajnością. Jest on mieszanina propanu i butanu, która może być pozyskiwana z różnych źródeł. Jako paliwo napędowe LPG posiada wiele cech fizycznych benzyny, przy równoczesnym zmniejszeniu szkodliwych emisji. LPG jest wykorzystywany jako paliwo alternatywne ze względu na niski koszt w porównaniu do tradycyjnych paliw, ale również dlatego, że można go przechowywać w stanie płynnym pod niskim ciśnieniem, jest bezpieczny i jest go dużo. Cechuje go liczba oktanowa pomiędzy 104 a 112, w zależności od stosunku w mieszaninie propanu do butanu. LPG wtryskiwany w stanie płynnym ulega zmianie stanu skupienia na gazowy wewnątrz cylindrów silnika wywołując efekt chłodzący, powodując zmniejszenie temperatury cylindrów i zwiększenie gęstości powietrza, co wpływa na większą efektywność spalania.
LPG nie zawiera dodatków, detergentów ani innych chemicznych ulepszaczy, a czystsze, całkowite spalanie produkuje mniej cząsteczek pyłu i tlenków azotu. Wyższa temperatura gazów wydechowych zwiększają wydajność katalizatora i zmniejszają liczbę depozytów kwasowych i węglowych wewnątrz silnika, co wydłuża żywotność oleju smarującego.
LPG jest przechowywany i transportowany w stanie ciekłym pod ciśnieniem około 5 barów. Tankowanie pojazdów jest podobne, jak w przypadku benzyny, a stacje LPG muszą być zaopatrzone w pompy do paliwa i nie wymagają kosztownych i powolnych systemów rozprężających, jak ma to miejsce w przypadku wykorzystywania sprężonego gazu ziemnego CNG, który jest zwykle przechowywany pod ciśnieniem 210 barów. Niemal każdy pojazd samochodowy może mieć zainstalowaną instalację LPG, obniżając koszty eksploatacji pojazdu i zmniejszając szkodliwość wydzielanych emisji.

## CNG
Zarówno CNG, jak i LNG to czystsze alternatywy do konwencjonalnych paliw napędowych. Na świecie CNG napędza ponad 5 milionów pojazdów.

### Typy CNG
Pojazdy napędzane CNG mogą wykorzystywać gaz pochodzący zarówno ze źródeł odnawialnych jak i nieodnawialnych.
Konwencjonalny CNG jest pozyskiwany z podziemnych złóż gazu naturalnego. Nowe technologie, takie jak odwierty poziome i szczelinowanie hydrauliczne pozwalają na eksploatację dotąd nieopłacalnych złóż, co wpływa zasadniczo na zwiększenie dostępnego do wykorzystania gazu ziemnego.
Gaz ze źródeł odnawialnych to biogaz lub gaz na bazie metanu o właściwościach podobnych do gazu ziemnego, który może być wykorzystany jako paliwo napędowe. Na chwilę obecną głównymi źródłami biogazu są wysypiska śmieci, ścieki i odpady zwierzęce oraz roślinne. W zależności od rodzaju procesu powstawania, biogazy można podzielić na: biogaz wytworzony w procesie fermentacji beztlenowej, gaz wysypiskowy powstały na wysypiskach śmieci, biogaz przetworzony w celu usunięcia zanieczyszczeń śladowych oraz syntetyczny gaz ziemny (SNG).

### Analiza wpływu na środowisko
Ponieważ gaz ziemny podczas spalania wydziela niewiele zanieczyszczeń, zaobserwowano poprawę jakości powietrza w miastach, w których zaczęto wykorzystywać CNG jako paliwo. Emisja dwutlenku węgla w spalinach wydechowych może zostać zredukowana o 15-25% w porównaniu do benzyny i oleju napędowego. Największe redukcje można osiągnąć w samochodach ciężarowych. Redukcja emisji CO2 o 88% jest możliwa w przypadku wykorzystania biogazu.

#### Podobieństwa do wodoru
Gaz ziemny, podobnie jak wodór, ulega czystszemu spalaniu, niż benzyna i olej napędowy. Jego spalanie nie powoduje powstawania zanieczyszczeń tworzących smog. Zarówno wodór, jak i gaz ziemny są lżejsze od powietrza i mogą być ze sobą mieszane.

## Energia jądrowa

### Reaktory jądrowe
Energia jądrowa to każda technologia jądrowa zaprojektowana w celu pozyskiwania energii użytkowej z jąder atomów poprzez kontrolowane reakcje jądrowe. Jedyną praktyczną metodą, którą jesteśmy w stanie kontrolować wykorzystuje rozszczepienie jądra atomowego w materiale rozszczepialnym (z niewielkim odsetkiem energii pochodzącym z następującego rozpadu radioaktywnego). Wykorzystane reakcji termojądrowej w celu kontrolowanego generowania energii na chwilę obecną nie ma praktycznego zastosowania, ale możliwość ta jest obiektem intensywnych badań naukowych.
Energia jądrowa jest zwykle pozyskiwana w reaktorach jądrowych do ogrzania płynnego medium, takiego jak woda, które jest wykorzystywane do wytworzenia ciśnienia pary, następnie konwertowanego na energię mechaniczną w celu generowania energii elektrycznej lub napędu wodnego. Obecnie ponad 15% światowej energii elektrycznej pochodzi z energii jądrowej oraz zostało zbudowanych ponad 150 okrętów o napędzie atomowym.
W teorii elektryczność generowana w oparciu o reaktory jądrowe mogłaby również zostać wykorzystana jako napęd w kosmosie, ale możliwość ta nie została jeszcze zbadana w praktyce. Mniejsze reaktory, takie jak reaktor TOPAZ zostały zbudowane w celu zminimalizowania ruchomych części i wykorzystują metody przekształcania energii jądrowej w energię elektryczną w sposób bardziej bezpośredni, dzięki czemu mogą być wykorzystywane w misjach kosmicznych; ale historycznie były one wykorzystywane w innych celach. Energia jądrowa została wykorzystana w kilku bezzałogowych statkach kosmicznych. ZSRR do roku 1988 utrzymywało na orbicie okołoziemskiej 33 reaktory jądrowe w wojskowych satelitach radarowych RORSAT. USA także wysłało na orbitę eksperymentalny reaktor jądrowy w ramach misji SNAP-10A w 1965 roku. Od roku 1988 nie wysłano żadnych następnych reaktorów jądrowych.

### Torowe reaktory jądrowe
Torowa energia jądrowa również była obszarem intensywnych badań naukowych w ostatnich latach. Technologia ta jest popierana przez wielu naukowców i badaczy, a profesor James Hansen, były dyrektor NASA Goddard Institute for Space Studies stwierdził, że "Badając zmiany klimatu przez ponad cztery dekady, jest dla mnie jasne, że świat zbliża się do katastrofy klimatycznej, jeśli nie stworzymy adekwatnych źródeł energii, które zastąpią paliwa kopalne. Bezpieczniejsza, czystsza i tańsza energia jądrowa może zastąpić węgiel i jest desperacko potrzebna jako niezbędna część rozwiązania". Tor jest 3-4 krotnie powszechniejszy w naturze, niż uran, a jego ruda – monacyt jest często znajdywana w piaskach towarzyszących zbiornikom wodnym. Tor wzbudził zainteresowanie, ponieważ może być łatwiej pozyskiwany niż uran. Podczas gdy kopalnie uranu są zamknięte i tym samym niebezpieczne dla górników, tor jest pozyskiwany z otwartych kopalni odkrywkowych. Monacyt występuje w takich krajach jak Australia, USA, czy Indie w złożach wystarczających do dostarczenia energii planecie na tysiące lat. Jako alternatywa do uranowych reaktorów jądrowych, tor produkuje odpady radioaktywne przeznaczone do składowania w geologicznych składowiskach odpadów, takie jak technet-99 (okres połowicznego rozpadu ponad 200 000 lat) i cechuje się dłuższą żywotnością paliwa.

### Radioizotopowy generator termoelektryczny
Radioizotopy były wykorzystywane jako paliwo na powierzchni ziemi i w kosmosie. Ich wykorzystanie na ziemi jest coraz mniejsze, ze względu na ryzyko kradzieży izotopu i możliwych dużych szkód środowiskowych w wypadku otwarcia jednostki. Rozpad radioizotopów generuje energię cieplną i elektryczną w wielu misjach kosmicznych, zwłaszcza na innych planetach, gdzie światło słoneczne jest mało intensywne, a niskie temperatury stwarzają problemy techniczne. W radioizotopowym generatorze termoelektrycznym (RTG) wykorzystującym izotopy promieniotwórcze jako paliwo nie zachodzi łańcuchowa reakcja jądrowa, a energia elektryczna pochodzi z rozpadu radioaktywnego izotopu, który został wyprodukowany na Ziemi jako skoncentrowane źródło energii w reaktorze jądrowym.